# Matías Montero
Matías Montero y Rodríguez de Trujillo (Madrid, 28 de junio de 1913 - Madrid, 9 de febrero de 1934) fue un estudiante y militante falangista, asesinado en 1934 por varios pistoleros socialistas, entre ellos Francisco Tello Tortajada. Tras su asesinato, Montero se convirtió en un protomártir del movimiento falangista y, posteriormente, de la Dictadura franquista.

## Biografía
Procedente de una familia acomodada, era estudiante de medicina en Madrid. Originalmente fue miembro de la izquierdista Federación Universitaria Escolar (FUE), aunque posteriormente salió de esta y se afilió al partido Falange Española. Posteriormente fue uno de los cofundadores del Sindicato Español Universitario (SEU) de Falange. En enero de 1934 participó, junto a Agustín Aznar y otros falangistas, en el asalto a un local del FUE y la agresión de varios de sus miembros, uno de los cuales, Antonio Zárraga García, quedó herido de un disparo del que se recuperó, ya que en la guerra aparece como teniente de sanidad. El 9 de febrero de ese año, mientras se encontraba en la madrileña calle de Álvarez Mendizábal vendiendo el periódico oficial del partido —F.E.—, fue asesinado por varios pistoleros. Uno de los asesinos fue Francisco Tello Tortajada, militante de las Juventudes Socialistas. El asesinato tuvo un gran eco entre los círculos universitarios contrarios a la FUE.
Durante su entierro se escuchó por primera vez el luego famoso grito de ¡Presente!. Sin embargo, según Zira Box, el grito de ¡Presente! tras decir el nombre del camarada muerto se pronunció por primera vez en el entierro de otro «caído» de Falange, Francisco de Paula Sampol, que se celebró un mes antes. Un ritual que los falangistas habían tomado de los fascistas italianos.

## Símbolo falangista

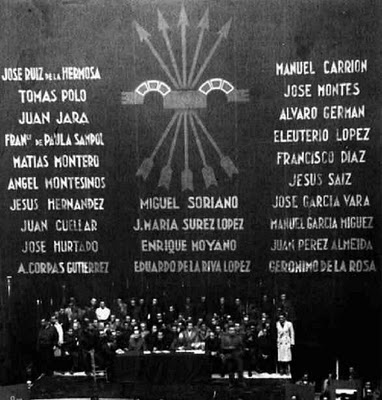
Telón de los caídos de FE de las JONS, en 1935.

Como primer militante de Falange asesinado en un atentado —previamente habían fallecido otros cuatro miembros en diversas reyertas—, Montero se convirtió en el principal «mártir» de la organización, y en uno de los más señeros de la dictadura franquista junto con el posteriormente fusilado José Antonio Primo de Rivera —fundador y líder de Falange—. El propio Primo de Rivera, líder de Falange Española, ejerció la acusación privada contra el asesino de Montero, Francisco Tello. En el entierro de Matías Montero Primo de Rivera pronunció el discurso fúnebre en el que dijo: «¡Hermano y camarada Matías Montero y Rodríguez de Trujillo! Gracias por tu ejemplo. Que Dios te dé su eterno descanso y a nosotros nos niegue el descanso hasta que sepamos ganar para España la cosecha que siembra tu muerte». Este mismo discurso sería el que pronunciaría el Generalísimo Franco cuando José Antonio Primo de Rivera fue enterrado en El Escorial.
En su carácter de símbolo, a Montero se le realizaron diversos homenajes desde su fallecimiento, elevándolo a la categoría de ejemplo a seguir por los falangistas. Ya durante la guerra civil y por orden de 5 de febrero de 1938, el Ministerio de Educación Nacional dirigido por Pedro Sainz Rodríguez declaró festivo en los centros docentes del país el 9 de febrero de cada año, denominándose «Día del Estudiante Caído» e incluyendo así a Montero en el martirologio del bando sublevado, más allá de la propia Falange. Para que no se interpretara la institucionalización del «Día del Estudiante Caído» como un «gesto de complacencia a Falange», el monárquico Sainz Rodríguez decretó el mismo día, 5 de febrero de 1938, que cada 7 de marzo se conmemorara el día de Santo Tomás, «portento de Sabiduría y modelo de Santidad». Por otro lado, Zira Box comenta que al incluir el Día del Estudiante Caído en el calendario escolar la Falange perdió el control de la conmemoración, pues el sistema educativo nacional-católico que puso en marcha entonces el ministro Sainz Rodríguez no coincidía exactamente con el ideario falangista.